# Okitsu-juku

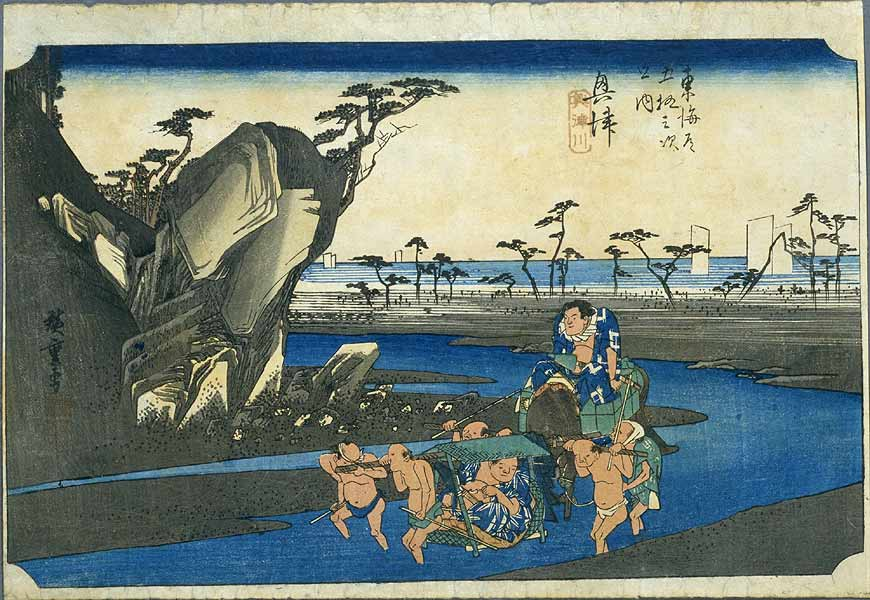
Okitsu-juku dans les années 1830, estampe de Hiroshige de la série Les Cinquante-trois Stations du Tōkaidō.

Okitsu-juku (興津宿, Okitsu-juku) était la dix-septième des cinquante-trois station du Tōkaidō. Elle est à présent située dans l'arrondissement de Shimizu-ku à Shizuoka, préfecture de Shizuoka au Japon.

## Histoire
Okitsu-juku fut créée en 1601, juste avant le début de la période Edo. Au  plus fort de sa prospérité, la station (shukuba) comptait 316 bâtiments dont deux honjin, deux honjin secondaires et 34 hatago ainsi que 1 668 résidents. Elle était située à un peu plus de 11 km de Yui-shuku, la station précédente.
L'estampe ukiyoe d'Ando Hiroshige (édition Hoeido) de 1831-1834 représente deux lutteurs de sumo portés sur la rivière Okitsu, l'un à dos de cheval, l'autre dans un kago.